# Blues shouter

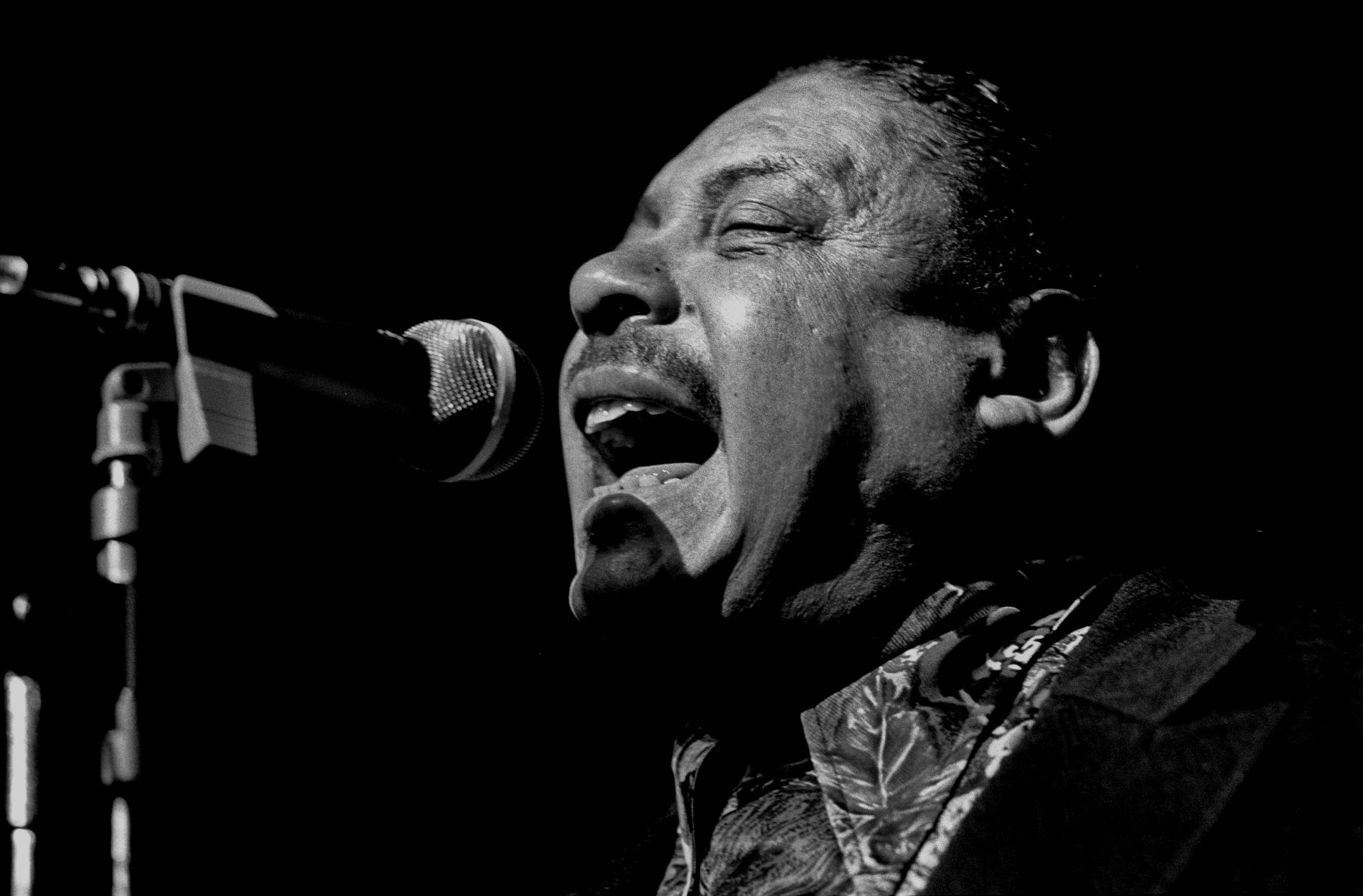
Big Joe Turner, exemple de blues shouter, à Hambourg en 1973

Un blues shouter (littéralement : hurleur de blues) est un chanteur de blues, souvent un homme, capable de chanter avec un groupe en parvenant à couvrir le son des percussions et des instruments. 

## Artiste de blues shouter
- Big Joe Turner
- H-Bomb Ferguson
- Wynonie Harris
- Eddie "Cleanhead" Vinson
- Walter Brown, de l'orchestre de Jay McShann
- Jimmy Witherspoon
- Duke Henderson
- Crown Prince Waterford
- Piney Brown
- Jimmy Rushing, un blues shouter qui a chanté avec Count Basie.
- Sonny Parker est un brillant "blues shouter". Il fit presque toute sa carrière dans l'orchestre de Lionel Hampton avant de mourir en 1957 à l'âge de 32 ans.

Chanteur à la voix très puissante.